# Boruration
La boruration est un traitement thermochimique disponible pour différents types d'alliage qui consiste en la diffusion de bore dans la matière, ce traitement est effectué à une température supérieure à Ac3.
L'épaisseur de la couche qui en résulte varie de 50 à 350 µm.
Ce traitement permet d'obtenir une dureté superficielle très élevée : de 1800 à 2000 HV pour des aciers non alliés, et jusqu'à 4000 HV pour certains alliages de titane.